# Konrad von Zwole

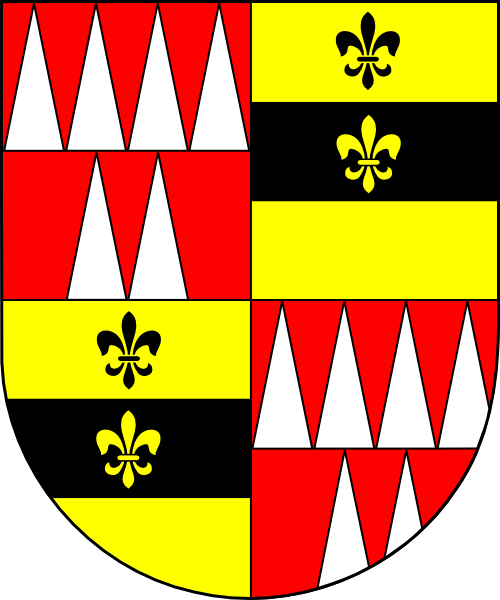
Konrad von Zwole, Bischof von Olmütz (1430–1434)

Konrad von Zwole (auch: Konrad III. von Zwole; tschechisch Kuneš ze Zvole; auch: Cunczo ze Zvole; † 4. August 1434 in Ulm) war Bischof von Olmütz und Administrator des Erzbistums Prag.

## Leben
Konrad entstammte dem mährischen Adelsgeschlecht Schmola (ze Zvole). Nach der Priesterweihe 1406 wurde er Päpstlicher Kaplan und Auditor curiae. Nachdem er 1412 Scholaster des Olmützer Domkapitels geworden war, folgte 1419 ebenda die Ernennung zum Dompropst und damit verbunden zum Pfarrer von St. Mauritius. Daneben war er Kanoniker in Vyšehrad, in Breslau und in Theinan der Moldau, sowie Propst von St. Gilg. Seit 1423 trug er den Titel eines Dr. decretorum.
Obwohl er 1420 in finanziellen Angelegenheiten mit dem Olmützer Domkapitel stritt, wurde Konrad nach dem Tod Johanns des Eisernen 1430 zum Bischof von Olmütz gewählt. Da er sich gerade in Rom aufhielt, wartete er die Päpstliche Bestätigung ab und wurde dort zum Bischof geweiht.
Gleichzeitig wurde ihm die Administration für das Prager Erzbistum übertragen. Mit dessen örtlicher Verwaltung, die zu jener Zeit ihren Sitz in Zittau hatte, betraute er den Generalvikar Johann von Kralovice und nach dessen Tod die Generalvikare Johann von Dubá und Simon von Nymburk.
Papst Martin V. beauftragte Konrad, nach seiner Rückkehr dem Auditor Giuliano Cesarini die Ermächtigung zur Leitung des Basler Konzil nach Nürnberg zu überbringen.
Noch vor seiner Einführung als Bischof von Olmütz, die am 18. August 1431 durch Domdechant Peter von Ratschitz (Z Račice) erfolgte, berief Konrad eine Diözesansynode nach Brünn, auf der neue Diözesanstatuten beschlossen wurden, mit denen die Lebensführung der Priester und die Zuständigkeiten der Ordensangehörigen sowie die Residenzpflicht geregelt werden sollten.
Obwohl Konrad 1415 als Vertreter des Prager Erzbischofs Konrad von Vechta am Konzil von Konstanz teilnahm und 1428 in Canterbury als Päpstlicher Legat mit dem englischen Klerus über eine finanzielle Unterstützung im Kampf gegen die Hussiten verhandelte, wurde ihm, nachdem die Hussiten 1432 Kremsier einnehmen konnten, Nachlässigkeit bei deren Bekämpfung vorgeworfen.
1433 nahm Konrad im Gefolge des Kaisers Sigismund an den Verhandlungen mit der hussitischen Abordnung am Basler Konzil teil, wo er auch als Richter wirkte. Auch in Ulm, wohin er 1434 Sigismund von Basel aus begleitete, richtete er in mehreren Streitfällen.
Im selben Jahr starb er in Ulm und wurde im dortigen Barfüßerkloster bestattet. Sein Grabstein befindet sich im Ulmer Stadtmuseum.